# Olivia Mathias
Olivia Mathias (1998) es una deportista británica que compite en triatlón. Ganó una medalla de oro en el Campeonato Europeo de Triatlón de 2021, en el relevo mixto.

## Palmarés internacional
| Campeonato Europeo | Campeonato Europeo  | Campeonato Europeo | Campeonato Europeo |
| Año                | Lugar               | Medalla            | Prueba             |
| ------------------ | ------------------- | ------------------ | ------------------ |
| 2021               | Kitzbühel (Austria) | Medalla de oro     | Relevo mixto       |